# Leucothoidae
I Leucotoidi (Leucothoidae Dana, 1852) sono una famiglia di crostacei appartenente all'ordine degli anfipodi. Gli appartenenti a questa famiglia si possono trovare praticamente in ogni ecosistema marino, dalla Grande Barriera Corallina australiana alle acque del Mare del Nord. Sono spesso trovati come organismi endocommensali di invertebrati sessili quali spugne e ascidie e, più raramente, possono essere osservati nelle fessure di detriti corallini.

## Tassonomia
Di questa famiglia fanno parte 138 specie raggruppate nei seguenti 6 generi:
- Anamixis Stebbing, 1897 — 21 specie
- Leucothoe Leach, 1814 — 96 specie
- Leucothoella Schellenberg, 1928 — 2 specie
- Nepanamixis Thomas, 1997 — 4 specie
- Paranamixis Schellenberg, 1938 — 13 specie
- Paraleucothoe Stebbing, 1899 — 2 specie

Gli individui di genere maschile appartenenti a questa famiglia di crostacei subiscono una profonda trasformazione quando raggiungono la maturità sessuale, passando da uno stato "leucomorfe" a uno stato "anamorfe". Prima che questa trasformazione fosse scoperta, nel 1983, sia le femmine che i maschi non ancora maturati erano stati descritti come appartenenti ai generi Anamixis, Paranamixis e Nepanamixis, facenti parte della famiglia degli Anamixidae. Il genere Leucothoides, non più riconosciuto, può essere ancora utilizzato per i leucomorfi di quelle specie di cui non è ancora stato individuato l'anamorfo.